# Сараев, Владимир Васильевич
Влади́мир Васи́льевич Сара́ев (родился 7 февраля 1960 года, Воркута) — российский спортивный функционер, заместитель Председателя Экспертного совета по физической культуре и спорту Комитета Совета Федерации по социальной политике, член Рабочей группы при Временной комиссии Совета Федерации по вопросам развития законодательства Российской Федерации об инженерной и инжиниринговой деятельности, руководитель Центра по научному обеспечению уголовно-правового воздействия на преступления в сфере спорта, член Научно-консультативного совета при Общественной палате Российской Федерации, президент СРО "Ассоциация хоккейных судей, бывший Министр по делам молодежи, физической культуры и спорта Омской области, бывший Вице-президент-Директор правового управления Континентальной хоккейной лиги.

## Биография
- В 1982 году окончил Омскую высшую школу милиции МВД СССР (с 2000 года Омская академия МВД России) по выбранной специальности «Правоведение», квалификация «юрист».
- По завершении учёбы проходил службу в органах внутренних дел на различных должностях оперативно-начальствующего состава.
- С 2000 года по 2008 год работал директором по правовой деятельности хоккейного клуба «Авангард».
- В 2006 году создал Межрегиональное отраслевое объединение работодателей профессионального хоккея (МООРПХ). Ушел с поста директора объединения работодателей в июле 2010 года.
- В 2008 году был приглашен на работу в Континентальную хоккейную лигу на должность Начальника Дисциплинарно — арбитражного департамента — Председателя Дисциплинарного комитета.[8]
- В 2009 году защитил кандидатскую диссертацию на тему «Уголовно-правовая охрана современного профессионального спорта в России».[9] В настоящее время работает над докторской диссертацией по теме «Ответственность за преступления в сфере спорта: теория, законодательство и практика применения».[10]
- 1 июля 2010 года приказом Президента Континентальной хоккейной лиги Александра Медведева назначен на должность Вице-президента — Директора Правового управления и вошёл в состав правления лиги.[11]
- В 2011 году избран руководителем Центра по научному обеспечению уголовно-правового воздействия на преступления в сфере спорта, который консолидирует научные исследования в этой области.[12]
- В 2011 году вошёл в состав национального организационного комитета 17-го Международного Конгресса по спортивному праву в качестве авторитетного российского специалиста в области спортивной юриспруденции.[13][14]
- 13 октября 2011 года приказом Президента Торгово-промышленной палаты Российской Федерации Сергея Катырина назначен в состав Президиума Спортивного арбитража при Торгово-промышленной палате Российской Федерации как известный и опытный спортивный арбитр.[15]
- 9 июня 2012 года распоряжением Губернатора Омской области был назначен Министром по делам молодежи, физической культуры и спорта Омской области.
- 21 июня 2013 года Распоряжением Министерства юстиции Российской Федерации № 1274-р аккредитован в качестве независимого эксперта, уполномоченным на проведение независимой антикоррупционной экспертизы нормативных правовых актов и проектов нормативных правовых актов.
- Консультант-эксперт по сфере спорта Международной организации уголовной полиции -ИНТЕРПОЛ (г. Лион, Франция) и Федеральной службы по финансовому мониторингу -РОСФИНМОНИТОРИНГ (г. Москва, РФ).

### Организация МООРПХ
Владимир Сараев создал МООРПХ в 2006 году. Участвовал в выработке коллективного соглашения между клубами и профсоюзом игроков. Переговоры, затрагивающие основы существования и развития Континентальной хоккейной лиги проходили в напряженных условиях, могли не раз закончиться безрезультатно или привести к локауту и забастовкам игроков. Профсоюз обращался с открытым письмом к Президенту РФ, заместителю Председателя Правительства РФ, председателю Росспорта, организаторам КХЛ и всей спортивной общественности России, но постепенно были устранены разногласия между клубами и игроками и компромисс был найден.

### Создание Центра по научному обеспечению уголовно-правового воздействия на преступления в сфере спорта
18 марта 2011 года появилась новая для России структура Центр по научному обеспечению уголовно-правового воздействия на преступления в сфере спорта. Центр родился под эгидой КХЛ и МВД. Одобрили и поддержали создание научного подразделения президент КХЛ Александр Медведев и председатель совета директоров Вячеслав Фетисов. Также в рамках диссертационных исследований предоставила свою научную площадку Омская академия МВД России и её начальник Борис Булатов. Руководителем и идейным вдохновителем научного Центра стал Владимир Сараев. Штаб-квартира созданного Центра находится в Омске. Сфера деятельности Центра — научные исследования преступлений в мире спорта, сбор и анализ информации, внедрение полученных результатов в практическую плоскость и работа по изменению законодательства страны.

### Владимир Сараев вошёл в список 30 самых влиятельных персон в российском хоккее
В 2012 году Вице-президент, директор правового управления КХЛ Владимир Сараев занял в опубликованном списке самых влиятельных персон в российском хоккее 20 место. Возглавляет хоккейный рейтинг премьер-министр РФ Владимир Путин. В список также попали президент КХЛ Александр Медведев, экс-председатель совета директоров КХЛ Вячеслав Фетисов, главный тренер сборной России Зинэтула Билялетдинов, министр внутренних дел РФ Рашид Нургалиев, почетный президент ЦСКА Виктор Тихонов, президент ФХР Владислав Третьяк, форвард «Вашингтон Кэпиталс» Александр Овечкин, президент «Ак Барса», глава «Татнефти» Шафагат Тахаутдинов, форвард «Салавата Юлаева» Александр Радулов и др.

### Владимир Сараев включен в перечень знаменитых выпускников Омской академии МВД России
Омская академия МВД России гордится своими выпускниками — государственными и общественными деятелями и видными учеными. Владимир Сараев включен в избранный перечень знаменитых выпускников высшего учебного заведения как известный российский спортивный функционер.

### Владимир Сараев и Сергей Алтухов провели лекции и семинары для госслужащих Крымского федерального округа
С 6 по 9 ноября в Филиале МГУ в г. Севастополе в рамках подготовки госслужащих в Крымском федеральном прошли лекции и семинары по актуальным темам современных особенностей развития спорта. Владимир Сараев предложил крымским специалистам социальной сферы свой авторский курс «Правовая среда спортивной отрасли в России и в мире, правоприменение Федерального закона от 04.12.2007 г. № 329-ФЗ „О физической культуре и спорте в Российской Федерации“ и других нормативных правовых актов».

## Резонансные дела
Владимир Сараев, начиная с начала 2000 годов, активно участвует в преобразовании и изменении базы нормативных документов и соответствия регламента Российского хоккея федеральному законодательству. Участвует практически во всех определивших дальнейшее развитие отечественного хоккея судебных процессах. Дела А. Свитова, С. Чистова, П.Дацюка, А.Овечкина, Д. Грэма, Е. Артюхина, С. Широкова — яркое тому подтверждение.
Работает в КХЛ с первых дней основания. И выдвижение лиги в одну из лучших спортивных структур мира в этом тоже часть его заслуг, и очень существенная, как спортивного хоккейного юриста. Его многочисленные судебные вердикты и доклады, способствовали развитию и улучшению регламента профессионального хоккея. Разработка спортивных законов и приведения их к лучшим мировым стандартам, научные работы, развивающие и дополняющие спортивное право. Он привёл в порядок «дикий рынок» хоккейных агентов составил свод правил, которым они сейчас подчиняются, начал лицензирование агентов и теперь только аккредитованный агент имеет право работать в системе КХЛ — ВХЛ — МХЛ.

### Обвинение болельщиками «Витязя» в предвзятости
В январе 2010 года Сараев выносил решения о наказании руководителей и хоккеистов чеховского «Витязя» и омского «Авангарда» за самую массовую драку в истории отечественного хоккея, приведшую к отмене матча. В этом матче соперники набрали 840 минут штрафного времени, что является безусловным рекордом за все время существования мирового хоккея. «Лучшее» достижение НХЛ было перекрыто в два раза, в игре "Оттава и «Филадельфии», состоявшейся 5 марта 2004 года, обе команды сумели набрать только 419 минут. Вердикт Сараева о наказании команд и в случае повторения подобного инцидента со стороны «Витязя» об исключение его из КХЛ вызвал недовольство подмосковных болельщиков. "Клуб болельщиков «Витязя» обратился с открытым письмом в СМИ. В нём они обвинили Владимира Сараева в принятие предвзятого вердикта в пользу "хоккейного клуба «Авангард», так как он долгое время проработал в клубе и хорошо знаком с его нынешнем руководителем А.Бардиным. Эти санкции вызвали общественный резонанс, и, следовательно, назначенное командам наказание широко обсуждалось не только среди болельщиков, но и в СМИ.

### Иск страховой компании в нарушении гражданского кодекса
В 2008 году машина, оформленная на Владимира Сараева, попала в аварию, за рулём находился родственник, управляющий автомобилем по доверенности. Страховая компания, воспользовавшись пунктом правил заключённого договора, полностью отказала в выплате ущерба. Судебная тяжба по возмещению компенсационных выплат длилась несколько лет. Владимир Сараев, изучив судебную практику по подобным делам, взялся сам представлять свои интересы. Он сумел доказать в суде, что пункт договора, заключённого со страховой компанией противоречит гражданскому кодексу. В итоге суд признал противоречащим закону пункт правил, по которому компания отказала в выплате, и постановил полностью возместить ущерб Сараеву в размере 574 тысяч рублей. За этим процессом пристально следила пресса и отчёт опубликовала «Комсомольская правда».

### Расследование гибели Алексея Черепанова
В январе 2009 года возглавил комиссию и расследовал дело, связанное с гибелью молодого российского хоккеиста Алексея Черепанова из омского «Авангарда». Смерть 19-летнего парня прямо во время хоккейного матча потрясла всю страну, о трагедии передали все мировые и российские агентства. Суровый вердикт, вынесенный группой юристов под руководством Владимира Сараева, гласил: виновных руководителей клубов и врачей: дисквалифицировать без права занимать любые должности в клубах Континентальной хоккейной лиги и в структуре КХЛ пожизненно. Практические все авторитетные российские газеты опубликовали информацию с резолюцией Сараева. После расследования были сделаны выводы и приняты меры по устранению нарушений. Во всех дворцах спорта стали дежурить специально оборудованные машины скорой помощи, был введен «единый электронный медицинский паспорт спортсмена», разработаны особые меры медицинского контроля за игроками КХЛ, стали проводить массовый допинг-контроль игроков клубов КХЛ.

### Разбирательство по делу комментатора Дементьева
В ноябре 2010 года комментатор — эксперт телеканала «Россия 2» Алексей Дементьев во время трансляции хоккейного матча между магнитогорским «Металлургом» и челябинским «Трактором» на всю страну заявил, что результат игры запрограммирован, то есть она является договорной. Комитет КХЛ, возглавляемый В. Сараевым, разобрав ситуацию, принял резонансное решение о запрете А. Дементьеву работать в системе лиги в качестве менеджера, тренера и иной должности в течение года и о штрафе его на сумму в 500 тысяч рублей. Как заявил Сараев: «Решили увеличить штраф до полумиллиона, учитывая широкий охват телеаудитории каналом „Россия 2“ и негативный резонанс в хоккейном сообществе».

### Хронология дел
- В марте 2002 года участвовал в деле Александра Свитова и Станислава Чистова,[47] «ЦСКА» против «Авангарда», в результате хоккеисты не смогли перейти в ХК «ЦСКА» без согласованного трансферта от ХК «Авангард» и уехали в НХЛ.
- В июле 2005 года принимал участие в деле «Овечкин против московского Динамо»,[48] после которого Александр покинул страну и уехал в НХЛ, где стал звездой мирового хоккея и самым высокооплачиваемым хоккеистом мира.[49]
- В сентябре 2005 года провёл трансфертную войну[50][51] между омским «Авангардом» и московским «Динамо» за Павла Дацюка.[52][53][54]
- В августе 2007 года провёл «Процесс вратарей»: Андрей Мезин против ФХР.[55]
- В январе 2009 года участвовал в деле американского вратаря Джона Грэма о незаконном увольнении иностранного гражданина.[56]
- В июне 2009 года разбирался в иске тренера Сергея Герсонского против омского «Авангарда» о выплате самой большой компенсации в истории российского хоккея.[57]
- В августе 2009 года участвовал в дисквалификации хоккеиста ЦСКА Сергея Широкова за нарушение Регламента КХЛ[58]
- В ноябре 2009 года принял решение о двухлетней дисквалификация бывшего нападающего ЦСКА Алексей Симакова.[59][60]
- В августе 2011 года принял решение признать нападающих Евгения Тимкина, Виктора Тихонова и защитника Юрия Александрова неограниченно свободными агентами.[61]

## Награды
- Медаль «За верность долгу и Отечеству»
- Благодарность Министра внутренних дел СССР
- Общественная медаль «Во славу Отечества»
- Общественная медаль «Долг. Честь. Мужество. Доблесть»
- Общественный знак (крест) «Во славу русского воинства» I степени
- Памятная медаль «За труды в просвещении»
- Юбилейная медаль «90 лет Омской академии МВД России»[62]
- Благодарность Комиссии Совета Федерации Федерального Собрания Российской Федерации по физической культуре, спорту и развитию олимпийского движения
- Благодарность Временной Комиссии Совета Федерации по вопросам развития законодательства Российской Федерации об инженерной и инжиниринговой деятельности

## Общественная деятельность и научная работа
- Руководитель Рабочей группы по толкованию спортивного законодательства Комиссии по спортивному праву Ассоциации юристов России.[63]
- Член Российской академии юридических наук.
- Член редакционной коллегии журнала «Спорт: экономика, право, управление».[64]
- Участвовал в разработке и дополнениях к федеральному закону «О физической культуре и спорте в Российской Федерации».
- Постоянный участник крупных научных конференций, в частности выступал с докладом «Основные категории дел, рассматриваемых Дисциплинарным комитетом Континентальной хоккейной лиги» на первой международной конференции в России «Спортивный арбитраж: зарубежный опыт, современная практика, перспективы для России».[65][66][67]
- Арбитр Спортивного Арбитражного суда при Автономной некоммерческой организации «Спортивная Арбитражная Палата»".[68]
- Член Президиума Спортивного арбитража при Торгово-промышленной палате Российской Федерации, здесь же Арбитр Спортивного арбитража.[69]
- Член Юридической комиссии Олимпийского комитета России, возглавляемой Сергеем Шахраем.[70].
- Профессор Российской Академии Естествознания (РАЕ).[71]
- Преподаватель авторских учебных дисциплин «Основы спортивного права», «Правовое регулирование агентской деятельности в спорте», «Ответственность при менеджировании в сфере спорта» курсов повышения квалификации и профессиональной переподготовки «Спортивный менеджмент» экономического факультета МГУ имени М. В. Ломоносова, здесь же эксперт Центра спортивного менеджмента.[72]
- Член Правления негосударственного образовательного учреждения дополнительного профессионального образования «Корпоративный Институт КХЛ».[73].
- Независимый эксперт по антикоррупционной экспертизе, аккредитованный Минюст России.[74]

### Основные научные труды
1. Учебное пособие: Сараев В. В. Уголовно-правовая охрана современного профессионального спорта в России // учеб, пособие. – Омск: Омская академия МВД России, 2010. 252 с.
2. Сараев В. В. Психический стресс спортсмена: педагогический и уголовно-правовой аспекты // Психопедагогика в правоохранительных органах. Омск, 2006. № 3.С. 145-147. Статья в ведущем рецензируемом научном журнале, рекомендованном Высшей аттестационной комиссией Минобрнауки России для публикации результатов диссертационного исследования.
3. Сараев В. В. Уголовно-правовая охрана профессионального спорта // Подходы к решению проблем законотворчества и правоприменения: сб. науч. тр. адъюнктов и соискателей. Омск: Омская академия МВД России, 2005. Вып. 12. С. 234-239.
4. Сараев В. В. Спортивное право как комплексная отрасль права // Научный вестник Омской академии МВД России, 2005. № 2. С. 47-49.
5. Сараев В. В. О необходимости признания преступными некоторых деяний в области профессионального спорта // Подходы к решению проблем законотворчества и правоприменения: сб. науч. тр. адъюнктов и соискателей. Омск: Омская академия МВД России, 2006. Вып. 13. С. 90-93.
6. Сараев В. В. Спортивные корпоративные нормы: понятие, проблемы правоприменения, соотношение с нормами права // Подходы к решению проблем законотворчества и правоприменения: сб. науч. тр. адъюнктов и соискателей. Омск: Омская академия МВД России, 2007. Вып. 14. С. 147-154.
7. Сараев В. В. О необходимости уголовно-правовой охраны оборота допинга // Научный вестник Омской академии МВД России, 2008. № 4. С. 26-29.
8. Сараев В. В. Дисквалификация в профессиональном спорте и уголовная ответственность: общие подходы // Подходы к решению проблем законотворчества и правоприменения: сб. науч. тр. адъюнктов и соискателей. Омск: Омская академия МВД России, 2009. Вып. 16. С. 139-142.
9. Сараев В. В., Кикнадзе А. В. Особенности прекращения трудового договора со спортсменом в связи с его расторжением по п. 5 ч. 1 ст. 81 Трудового кодекса Российской Федерации // Спорт: экономика, право, управление, 2009. № 1. С. 7-9. (авторство не разделено).
10. Сараев В. В. Перспективы юридической ответственности за незаконный оборот допинга // Научный вестник Омской академии МВД России, 2009. № 3. С. 21-24.
11. Сараев В. В. Отдельные вопросы уголовно-правовой охраны спорта // Третья международная научно-практическая конференция «Спортивное право: перспективы развития»: материалы конференции / Под ред. д.ю.н., проф. К.Н. Гусова, к.ю.н. А.А. Соловьева, сост. к.ю.н., доц. Д.И. Рогачев, к.ю.н. О.А. Шевченко. Москва, 2010. С. 101-108.
12. Сараев В. В. Централизованное и выборочное влияние на завышенные заработные платы спортсменов с использованием социального партнерства // Спорт: экономика, право, управление. 2009. № 4. С. 15-18.
13. Сараев В. В. Альтернатива договорно-правовых форм при оплачиваемой деятельности спортсменов // Спорт: экономика, право, управление. 2010. № 1. С. 8-11.
14. Сараев В. В. Конституционно-правовое истолкование оформления оплачиваемой деятельности граждан // Конференция по теме: «О гражданско-правовых отношениях между спортсменом и физкультурно-спортивной организацией. Пути развития» и «круглый стол» по теме: «Обсуждение проекта Федерального закона «О спортивной подготовке», Москва, 2009 г.: Материалы конференции / Сост. Сараев В.В., Шаповалов А.В. Москва, 2010. С. 5-10.
15. Сараев В. В. Юридическая ответственность руководителей и врачей физкультурно-спортивных соревнований (часть первая) // Спорт: экономика, право, управление. 2010. № 2. С. 23-25.
16. Сараев В. В. Правовые стимулы и правовые ограничения в сфере спорта // Четвертая международная научно-практическая конференция «Спортивное право: перспективы развития»: материалы конференции / Под ред. д.ю.н., проф. К.Н. Гусова, к.ю.н. А.А. Соловьева; сост. к.ю.н., доц. Д.И. Рогачев, к.ю.н. О.А. Шевченко. Москва, 2010. С. 64-67.
17. Сараев В. В. Юридическая ответственность руководителей и врачей физкультурно-спортивных организаций (часть вторая) // Спорт: экономика, право, управление. 2010. № 3. С. 16-18.
18. Сараев В. В., Кикнадзе А. В. Спортивное дисциплинарное производство (на примере практики Дисциплинарного комитета Континентальной хоккейной лиги) // Третейский суд. 2010. № 4. С. 43-52. (авторство не разделено). Статья в ведущем рецензируемом научном журнале, рекомендованном Высшей аттестационной комиссией Минобрнауки России для публикации результатов диссертационного исследования
19. Сараев В. В. Отдельные вопросы правового регулирования коммерческой деятельности в профессиональном спорте // Спорт: экономика, право, управление. 2010. № 4.
20. Сараев В. В.  Деятельность дисциплинарных органов спортивных организаций закону не противоречит // Трудовые споры. 2011. № 1. С. 58-59.
21. Сараев В. В. Уголовно-правовая оценка «спортивного хулиганства научный вестник Омской академии МВД России. 2011, № 1, С. 7–9. Статья в ведущем рецензируемом научном журнале, рекомендованном Высшей аттестационной комиссией Минобрнауки России для публикации результатов диссертационного исследования.
22. Бавсун М. В., Векленко В. В., Сараев В. В. Перспективы уголовно-правовой охраны профессионального спорта в России // Журнал российского права. 2011. № 3. С. 15-25. (авторство не разделено). Статья в ведущем рецензируемом научном журнале, рекомендованном Высшей аттестационной комиссией Минобрнауки России для публикации результатов диссертационного исследования.
23. Сараев В. В. Вопрос борьбы со «спортивным» хулиганством // Спорт: экономика, право, управление. 2011. № 1. С. 13-15.
24. Сараев В. В. О месте бланкетных норм в законодательстве о физической культуре и спорте // Пятая международная научно-практическая конференция «Спортивное право: перспективы развития»: материалы конференции / Под общ. ред. д.ю.н., проф. К.Н. Гусова, к.ю.н. А.А. Соловьева; сост. к.ю.н., доц. Д.И. Рогачев, к.ю.н. О.А. Шевченко. Москва, 2011. С. 141-143.
25. Сараев В. В. Уголовно-правовое воздействие на сферу спорта // Уголовно-правовые аспекты борьбы с преступностью в сфере спорта : мат-лы  всерос. науч.-практ. конф. (18 марта 2011 г.). – Омск : Омская академия МВД России, 2011. С. 9-13.
26. Сараев В. В. Необходимость усиления публично-правового воздействия в сфере физической культуры и спорта  // Спорт: экономика, право, управление. 2011. № 2. С. 10-12.
27. Сараев В. В. Примеры успешной систематизации спортивного законодательства // Право и образование. 2011. № 8. С.182-184. Статья в ведущем рецензируемом научном журнале, рекомендованном Высшей аттестационной комиссией Минобрнауки России для публикации результатов диссертационного исследования.
28. Сараев В. В.  Об уголовной ответственности за незаконное предпринимательство в профессиональном спорте (часть 1) // Спорт: экономика, право, управление. 2011. № 4. С. 18-20.
29. Сараев В. В.  Уголовная ответственность за незаконное предпринимательство (ст. 171 УК РФ) в профессиональном спорте // Российский следователь. 2012. № 2. С. 21-24. Статья в ведущем рецензируемом научном журнале, рекомендованном Высшей аттестационной комиссией Минобрнауки России для опубликования  основных научных результатов диссертаций на соискание ученых степеней доктора и кандидата наук.
30. Сараев В.В.  Пути криминализации «спортивного» хулиганства // Российский следователь. 2012. № 4. С. 21-23. Статья в ведущем рецензируемом научном журнале, рекомендованном Высшей аттестационной комиссией Минобрнауки России для опубликования основных научных результатов диссертаций на соискание ученых степеней доктора и кандидата наук.
31. Сараев В.В.  Незаконное предпринимательство в профессиональном спорте: квалификация правонарушений  // Спортивное право: научно-практический журнал. 2012, № 1, С. 50 -52.
32. Сараев В. В. Пути повышения эффективности уголовно-правового запрета на договорные матчи по ст. 184 УК РФ // Российский следователь. 2012. № 9. С. 23- 26.

Статья в ведущем рецензируемом научном журнале, рекомендованном Высшей аттестационной комиссией Минобрнауки России для опубликования основных научных результатов диссертаций на соискание ученых степеней доктора и кандидата наук.
1. Сараев В. В.  Законодательное обеспечение борьбы с договорными матчами: теория и практика // Спорт: экономика, право, управление. 2012. № 2. С. 9-11.
2. Сараев В. В. Уголовно-правовые аспекты незаконного предпринимательства в профессиональном спорте // Вестник ОмГУ. Серия Право. 2012. № 2. С. 266-270.

Статья в ведущем рецензируемом научном журнале, рекомендованном Высшей аттестационной комиссией Минобрнауки России для опубликования основных научных результатов диссертаций на соискание ученых степеней доктора и кандидата наук.
1. Сараев В. В. Бланкетность правовых норм о спорте: преимущества и недостатки // Первый ежегодный Международный форум по спортивному праву: материалы форума. Москва, 2013. С .178-186.
2. Сараев В. В. Актуальные проблемы определения способа совершения спортивного хулиганства и цели его применения (ст. 213 УК РФ) // Российский следователь. 2013. № 3. С. 19-22.

Статья в ведущем рецензируемом научном журнале, рекомендованном Высшей аттестационной комиссией Минобрнауки России для опубликования основных научных результатов диссертаций на соискание ученых степеней доктора и кандидата наук.
1. Сараев В. В. Хулиганский мотив и хулиганские побуждения в спорте: сравнительно-отраслевой аспект // Российский следователь. 2013. № 4. С. 22-26.

Статья в ведущем рецензируемом научном журнале, рекомендованном Высшей аттестационной комиссией Минобрнауки России для опубликования основных научных результатов диссертаций на соискание ученых степеней доктора и кандидата наук. УДК 1721.
1. Сараев В. В. Проблемы правового реагирования на современные способы совершения спортивного хулиганства // Спорт: экономика, право, управление. 2013. № 1. С. 40-42.
2. Сараев В. В. Особенности способа совершения спортивного хулиганства // Вестник ОмГУ. Серия Право. 2013. № 1. С. 209-212.

Статья в ведущем рецензируемом научном журнале, рекомендованном Высшей аттестационной комиссией Минобрнауки России для опубликования основных научных результатов диссертаций на соискание ученых степеней доктора и кандидата наук. УДК 374.
1. Сараев В.В., Шаповалов А.В. Разработка и обсуждение концепции законопроекта как обеспечение качества закона в сфере спорта // Спорт: экономика, право, управление. 2013. № 2. С. 17-20.
2. Сараев В.В. Арбитрирование в спорте: отдельные проблемы правоприменения // Судья. 2014. № 2. С.39-41.